# Dhráfi
Dhráfi (Drafi, Ntrafi) är en ort i Grekland.   Den ligger i prefekturen Nomarchía Anatolikís Attikís och regionen Attika, i den sydöstra delen av landet, 17 km öster om huvudstaden Aten. Dhráfi ligger 268 meter över havet och antalet invånare är 3 055.
Terrängen runt Dhráfi är kuperad norrut, men söderut är den platt.Runt Dhráfi är det ganska tätbefolkat, med 222 invånare per kvadratkilometer. Närmaste större samhälle är Aten, 17,5 km väster om Dhráfi. Trakten runt Dhráfi består till största delen av jordbruksmark.